# Ozonuri
Gli ozonuri sono composti chimici derivati dall'ozono. In chimica inorganica con il termine "ozonuro" si indica l'anione instabile O3-, che tende a formare composti ionici di colore rosso scuro.

## Chimica organica
L'ozono può addizionarsi ai doppi legami di una molecola organica, con formazione di gruppi ciclici, detti ozonuri.
La reazione avviene in due fasi:
1. addizione dell'ozono al doppio legame, con formazione di un composto detto molozonuro;
2. riarrangiamento del molozonuro nell'ozonuro.

Gli ozonuri sono anche chiamati triossolani.
Trattando un ozonuro con acqua e zinco metallico, l'anello dell'ozonuro si rompe e si riduce parzialmente formando due aldeidi. Tale reazione era usata in chimica analitica organica per definire la posizione di un doppio legame.